# تذكرة داود (مسلسل)
تذكرة داود مسلسل ست كوم كويتي عرض في رمضان 1435 هـ، وتحديداً في عام 2014. وهو من إخراج سلطان خسروه ومن تأليف جمال سالم.

## قصة المسلسل
تدور أحداث المسلسل في حلقات منفصلة متصلة ذات إطار كوميدي، عن داوّد الذي يسعى صديقه المُقرب، وشقيقته وزوجها لتزويجه، وفي كل حلقة يتعرف على فتاة جديدة مخططًا للزواج منها، إلا أنه في وفي كل مرة يفاجئ بعيب جديد في العروس أو يقوموا أولاد اخته منى بتخريب الخطبة بجو كوميدي.

## الممثلون المشاركون
- داود حسين(داود)
- منى شداد(منى اخت داوود)
- علي جمعة (علي زوج منى)
- رتاج العلي(حنان)
- ليلى بوفتين(فاطمة)
- ضاري الرشدان(مهند)
- احمد الفرج(بندر صديق داوود)
- محمد باش (هادي)[1]